# Chiridota
Genre
Synonymes
- Cheirodota
- Chirodota

Chiridota est un genre d'holothuries (concombre de mer) de la famille des Chiridotidae.

## Liste des espèces
Selon World Register of Marine Species (9 juillet 2014) :
- Chiridota albatrossii Edwards, 1907 -- Pacifique nord-est
- Chiridota aponocrita Clark, 1920 -- Atlantique nord-est
- Chiridota carnleyensis Mortensen, 1925 -- Nouvelle-Zélande
- Chiridota conceptacula Cherbonnier, 1963 -- Afrique de l'Ouest
- Chiridota discolor Eschscholtz, 1829 -- Pacifique nord
- Chiridota durbanensis Thandar, 1997 -- Afrique du sud (est)
- Chiridota exuga Cherbonnier, 1986 -- Polynésie
- Chiridota fernandensis Ludwig, 1898 -- Chili
- Chiridota ferruginea (Verrill, 1882) -- Atlantique nord-ouest
- Chiridota gigas Dendy & Hindle, 1907 -- Australie et Nouvelle-Zélande
- Chiridota hawaiiensis Fisher, 1907 -- Hawaii
- Chiridota hydrothermica Smirnov & Gebruk, 2000 -- Abysses des Caraïbes (syn. Chiridota heheva Pawson & Vance, 2004)
- Chiridota impatiens Yamana & Tanaka, 2017 -- Japon
- Chiridota intermedia Bedford, 1899 -- Polynésie
- Chiridota kermadeca O'Loughlin & VandenSpiegel, 2012 -- Îles Kermadec
- Chiridota laevis (O. Fabricius, 1780) -- Atlantique nord
- Chiridota marenzelleri Perrier R., 1904
- Chiridota nanaimensis Heding, 1928
- Chiridota nigra Mortensen, 1925 -- Nouvelle-Zélande
- Chiridota ochotensis Savel'eva, 1941 -- Russie pacifique
- Chiridota orientalis Smirnov, 1981 -- Russie pacifique
- Chiridota pacifica Heding, 1928 -- Pacifique
- Chiridota peloria Deichmann, 1930 -- Atlantique ouest
- Chiridota pisanii Ludwig, 1887
- Chiridota regalis Clark, 1908
- Chiridota rigida Semper, 1867 -- Indo-Pacifique tropical
- Chiridota rotifera (Pourtalès, 1851) -- Atlantique tropical
- Chiridota smirnovi Massin, 1996 -- Indonésie
- Chiridota stuhlmanni Lampert, 1896 -- Océan Indien occidental
- Chiridota tauiensis Savel'eva, 1941 -- Russie pacifique
- Chiridota uniserialis Fisher, 1907 -- Hawaii
- Chiridota violacea (J. Müller, 1849) -- Indo-Pacifique tropical

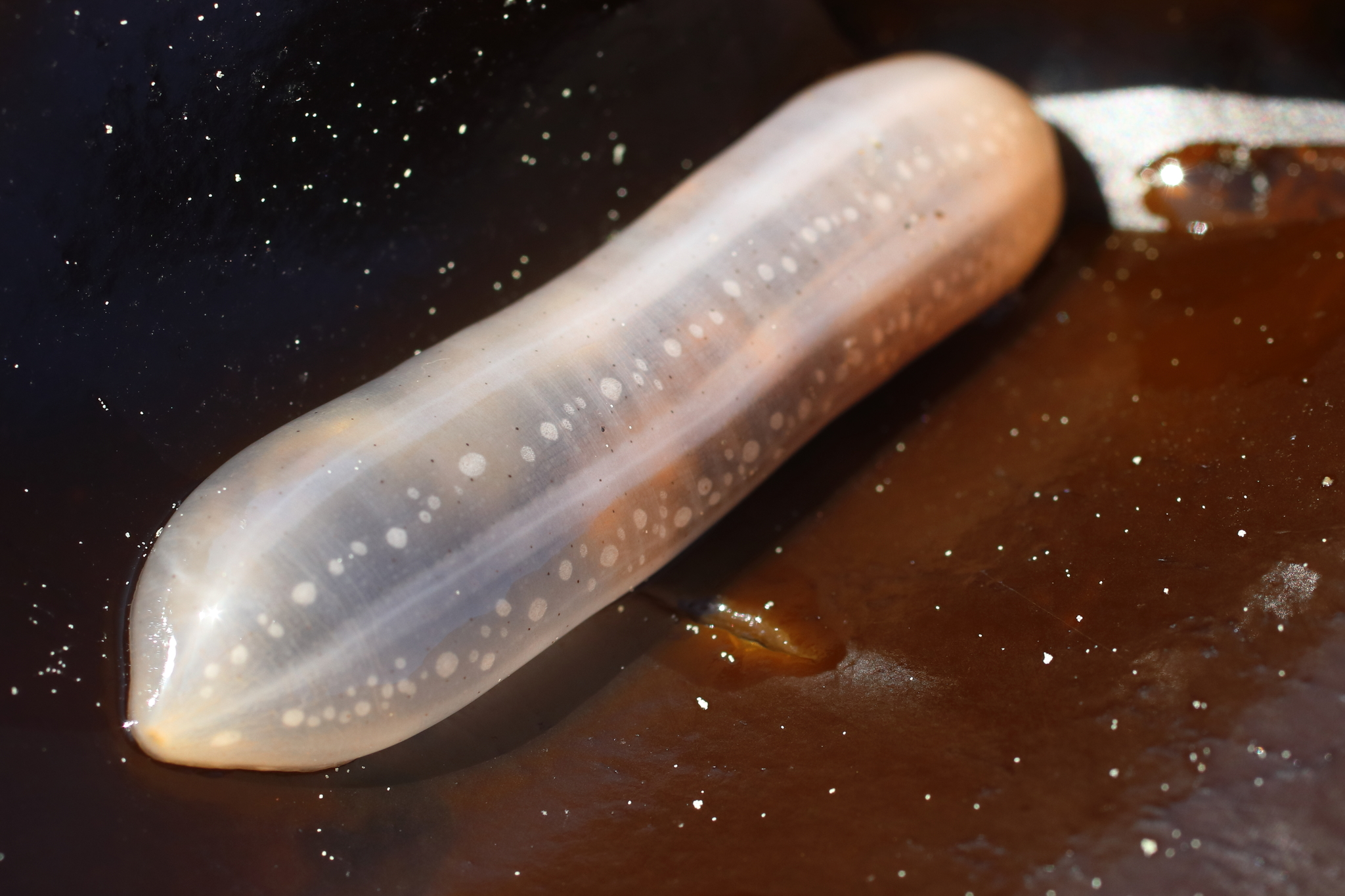
Chiridota discolor
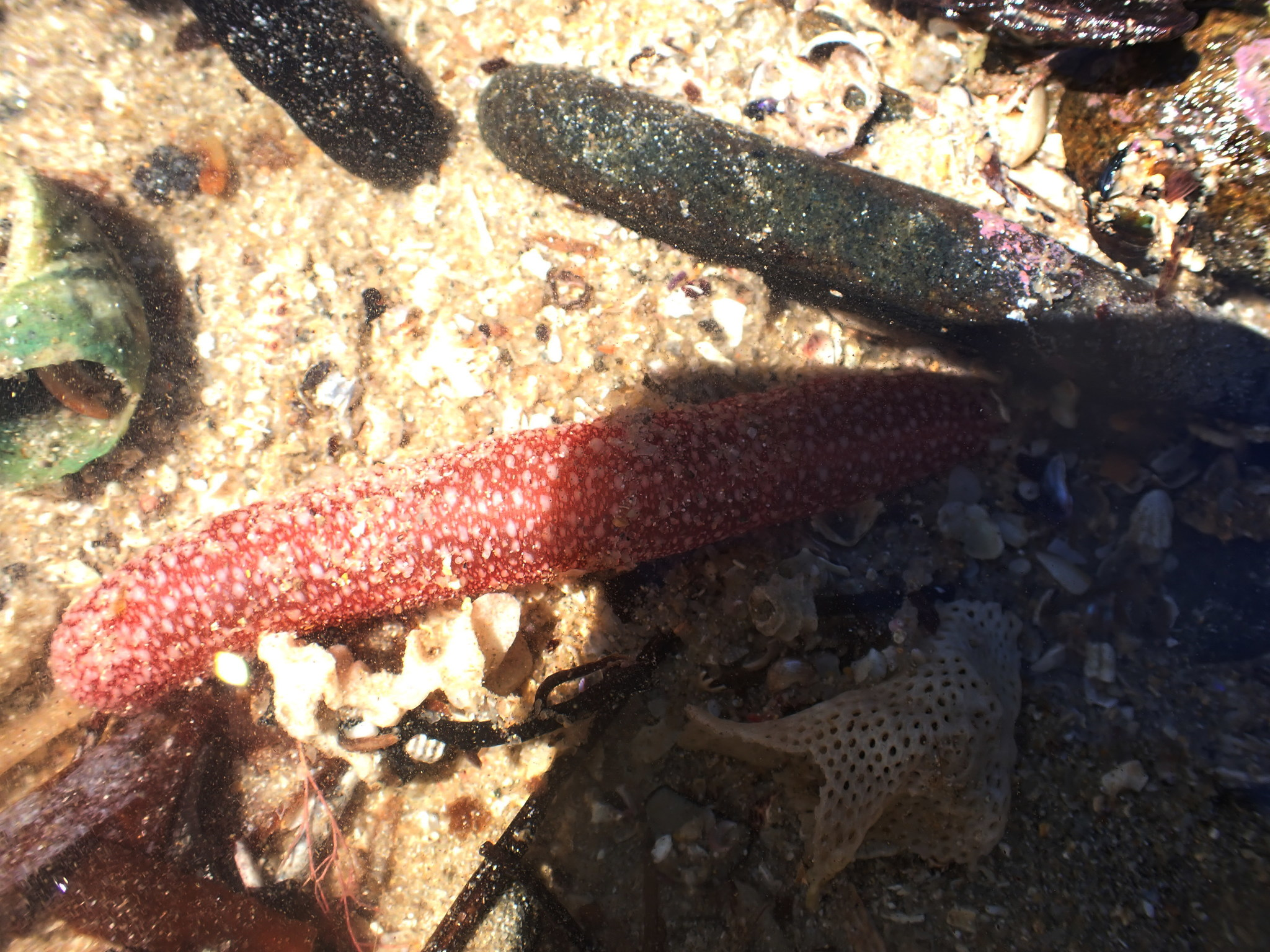
Chiridota gigas
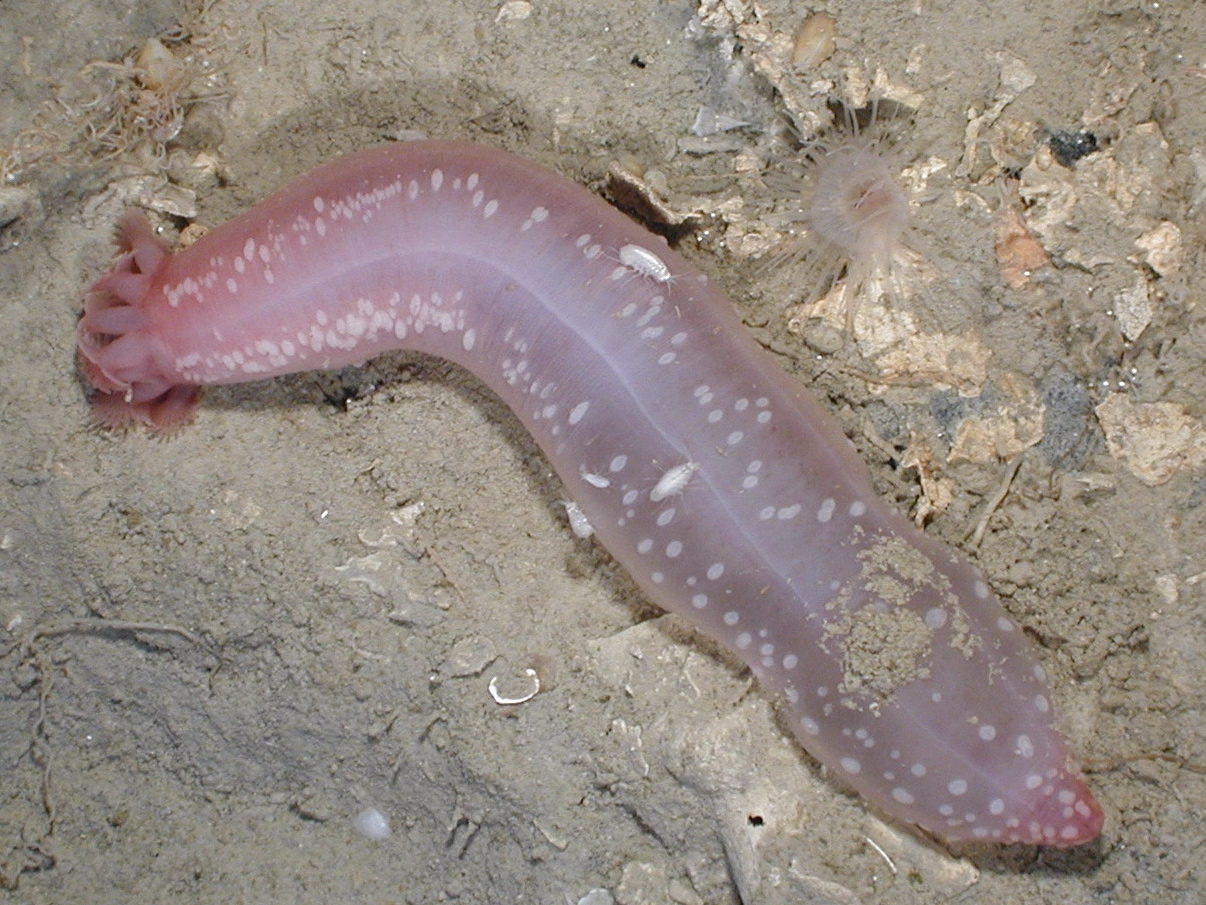
Chiridota heheva, une holothurie abyssale.
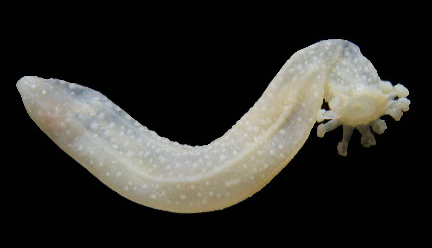
Chiridota rotifera
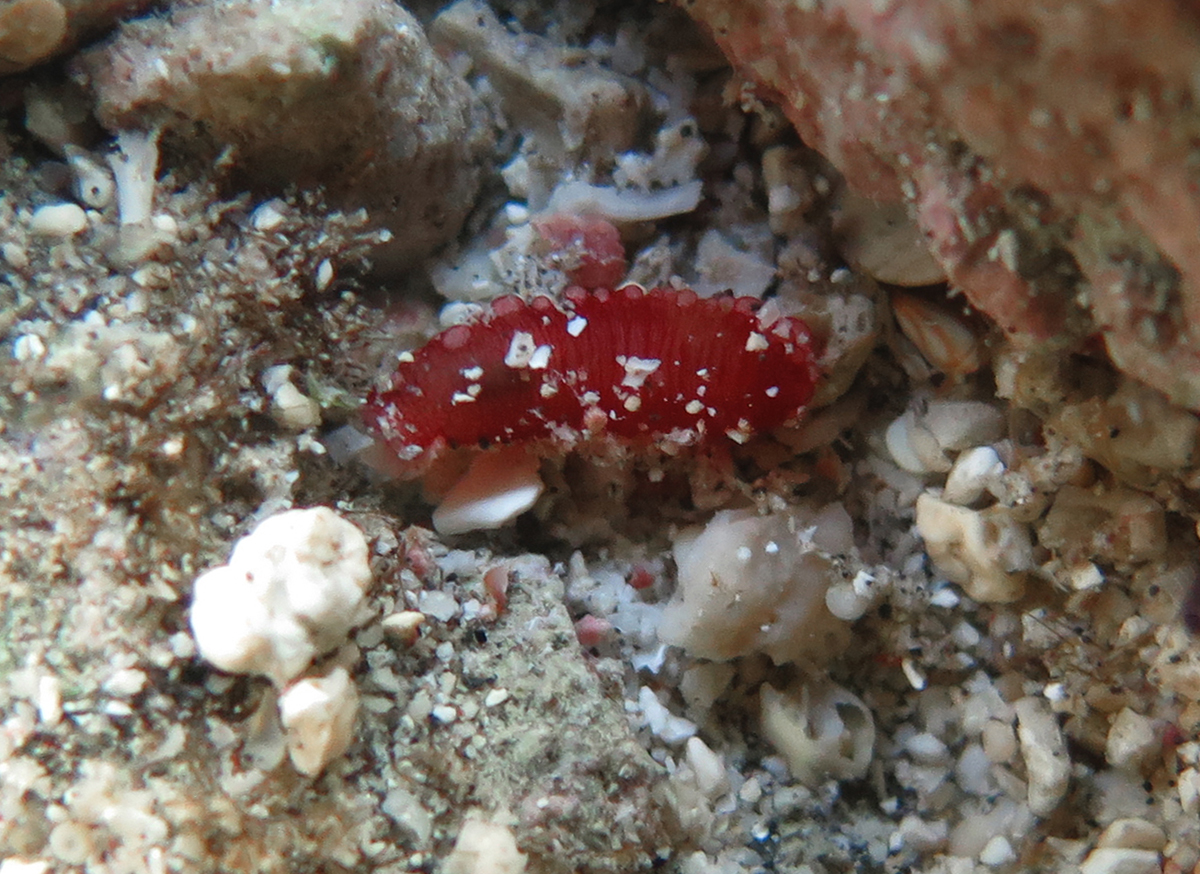
Une Chiridota (possiblement C. rigida) observée dans son environnement naturel à la Réunion.

### Espèces fossiles
Selon Fossilworks, il y a trois espèces fossiles du Carbonifère du Royaume-Uni et de l'Éocène de la France:
- †Cheirodota traquairii Etheridge, 1881[4] (syn. Protocaudina traquairii)
- †Chiridota atava Waagen, 1867[5]
- †Chirodota vetusa Schwager, 1865[6]

Une autre espèce fossile est :
- †Chiridota elegans Malagoli, 1888 (syn. †Chirodota elegans)[7] (Pliocène)